# André Sulpice
André Sulpice ou André Supplice, est un menuisier, huchier, sculpteur sur bois français, originaire de Bourges, et mort en 1489 dans le Midi de la France, connu pour sa réalisation des stalles de la cathédrale de Rodez.

## Biographie
Les documents le présentent comme originaire de Bourges, habitant dans la paroisse Notre-Dame de Fourchaut.
Ce n'est qu'après la fin de la guerre de Cent Ans que les travaux ont pu reprendre en France. Le 7 septembre 1752, Guillaume de Cénaret, prévôt du chapitre cathédral de Mende a posé la première pierre de la continuation de la construction de la cathédrale de Mende. À la fin de cette construction, en 1462, les travaux d'aménagements intérieurs sont entrepris. Le chapitre cathédral a commandé à André Sulpice la réalisation des stalles de la cathédrale. Pour justifier ce choix, on peut remarquer que jusqu'à l'érection de l'archevêché d'Albi, en 1678, le diocèse de Mende dépend de l'archidiocèse de Bourges. C'est probablement au cours de déplacements des membres du chapitre cathédral de Mende à Bourges qu'ils ont fait sa connaissance. Aucun document ne permet de lui attribuer des travaux de sculpture à Bourges.
André Sulpice se rend à Mende en septembre 1462, accompagné de quelques ouvriers, parmi lesquels Jehan Pessamen. Les chanoines lui donnent à prix fait les boiseries du chœur de la cathédrale. Le contrat est passé chez le notaire Jalvin. À cause d'un retard dû au chapitre, il s'est plaint au chapitre « attendu que ce retard lui causait un très grand préjudice, obligé d'entretenir plusieurs ouvriers ». Le travail des stalles ont duré cinq ans. Les ouvriers étaient logés dans des maisons appelées le Marchastel, à l'ouest de la cathédrale.
Le 13 mars 1468, il a acheté une partie de maison avec une boutique pour 96 moutons d'or 4 gros, correspondant à 16 sous tournois. Le même jour, il a acheté le reste de la maison en laissant estimation de son prix fixé par des experts. Le paiement de ce second marché est payé le 15 août, derrière le grand autel de la cathédrale de Mende. Les travaux des boiseries ne sont probablement pas encore terminés. Il est encore à Mende en février 1469.
Après Mende, il s'est rendu à Marvejols, ce qui explique que Louis Bon de Marlavagne le présente comme un menuisier de Marvejols.
De Marvejols, André Sulpice se rend à Villefranche-de-Rouergue où il exécute les stalles de la Chartreuse Saint-Sauveur, puis, en 1473, celles de la collégiale Notre-Dame.
Dans son livre sur l’Histoire de la cathédrale de Rodez, Louis Bion de Marlavagne émet l'hypothèse qu'il a aussi réalisé les stalles de l'abbaye de Loc-Dieu car elles sont de même style et exécutées à la même époque, mais sans preuves.

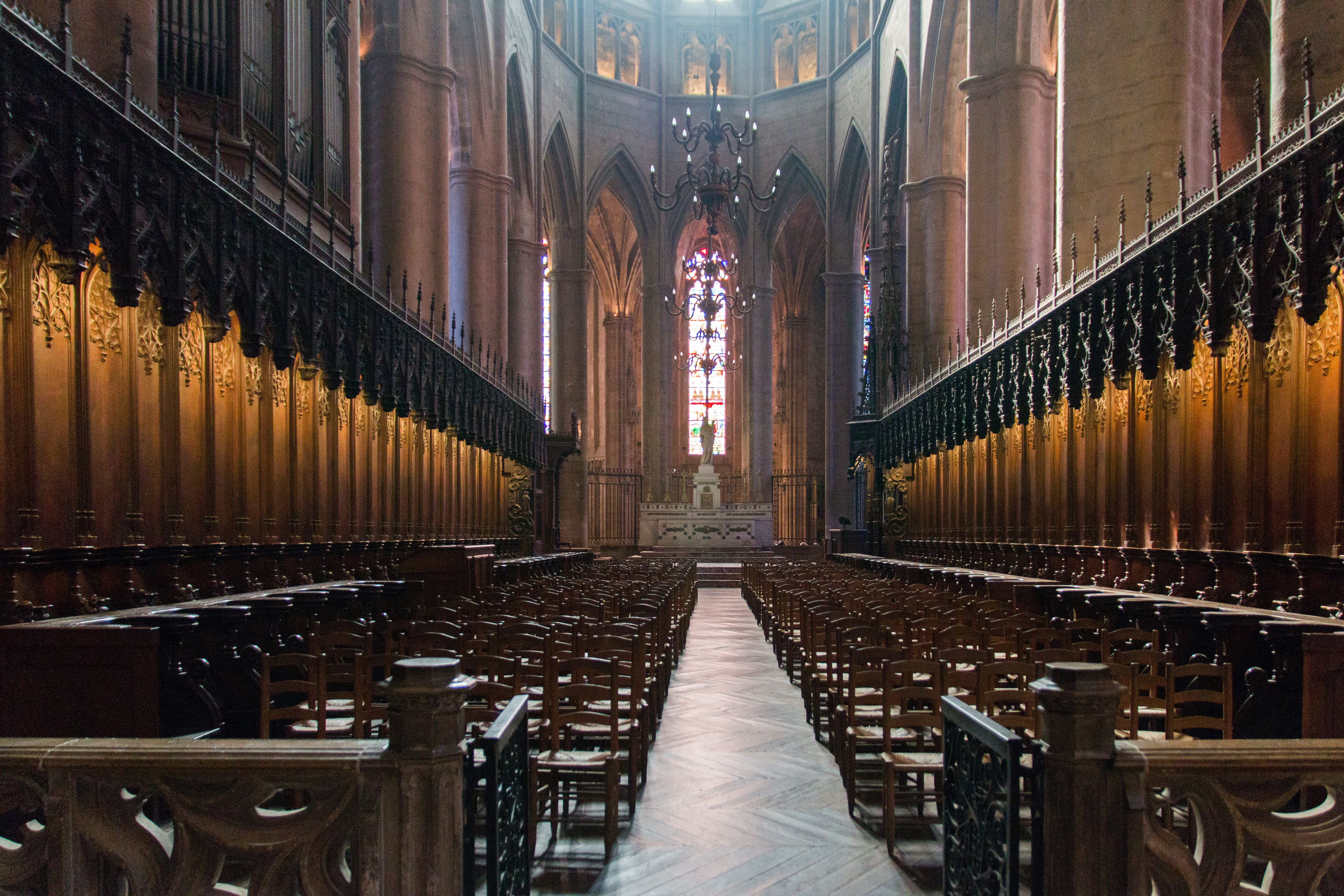
Stalles de la cathédrale Notre-Dame de Rodez

Le 9 mai 1478, il signe un bail à prix-fait de stalles du chœur de la cathédrale de Rodez avec le chapitre cathédral. Ce bail précise que les stalles doivent être faites totalement conformes au modèle de l'église de Béziers qu'il a montré à l'évêque. Il est possible qu'il ait travaillé à Béziers. Ces travaux ont continué jusqu'en 1488. Il a touché 25 livres en 1489. Son fils, Étienne Sulpice, a donné une autre quittance le 3 décembre 1490.